# Rhytidodera simulans
Rhytidodera simulans  (лат.) — вид жуков-усачей из подсемейства собственно усачей. Распространён в Малайзии, Мьянме, Непале, Суматре и Таиланде. Кормовым растением личинок является мангифера индийская.